# 拉兹多林斯克
拉兹多林斯克（羅馬化：Razdolinsk）是俄罗斯克拉斯诺亚尔斯克边疆区的市级镇，属莫特吉诺区，位于叶尼塞河流域内安加拉河一支流雷布纳亚河（Рыбная）河畔，地处克拉斯诺亚尔斯克边疆区南部，在区行政中心莫特吉诺北偏西、边疆区首府克拉斯诺亚尔斯克东北方。
该地2021年人口有2,247人；2010年人口2,502；2002年人口2,806；1989年人口3,800。